# Gilbert River, Queensland
Gilbert River är ett vattendrag i Australien. Det ligger i delstaten Queensland, omkring 1 700 kilometer nordväst om delstatshuvudstaden Brisbane.
Trakten runt Gilbert River är nära nog obefolkad, med mindre än två invånare per kvadratkilometer. Savannklimat råder i trakten. Genomsnittlig årsnederbörd är 1 115 millimeter. Den regnigaste månaden är mars, med i genomsnitt 328 mm nederbörd, och den torraste är september, med 1 mm nederbörd.